# Едаменко, Владимир Евгеньевич
Владимир Евгеньевич Едаменко  (21 июля 1978 — 9 августа 2008) — российский военный лётчик, майор. Герой Российской Федерации (2008, посмертно, звезда № 918), кавалер Ордена Уацамонга - высшей награды Республики Южная Осетия (2008, посмертно).

## Биография
Владимир Евгеньевич Едаменко родился 21 июля 1978 г., в г. Зеленограде (Москва).
В 1993 г. окончил 8 классов средней школы № 22 в г. Приморско-Ахтарск Краснодарского края.
С 1993 года по 1995 год обучался в летной школе города Ейска, затем поступил в КВВАУЛ (Качинское высшее военное авиационное училище лётчиков), г. Волгоград, а после его расформирования закончил обучение на факультете Фронтовой авиации АВАИ (Армавирский военный авиационный институт; АВВАКУЛ) в г. Армавир.
С 2000 года служил в 368-м штурмовом авиаполку, дислоцирующемся на военном аэродроме города Буденновска.

## Участие в боевых действиях
Принимал участие во Второй Чеченской войне. Командир авиационного звена в/ч 11580.
В ходе войны в Грузии, 9 августа 2008 г. майор Владимир Едаменко, будучи командиром звена, осуществлял прикрытие с воздуха танковой колонны российских войск 58-й армии в зоне боёв в Южной Осетии. В районе Джавы на небольшой высоте звено штурмовиков завязало бой, предположительно, с двумя грузинскими МиГ-29 (хотя в составе ВВС Грузии самолётов такого типа не имелось) и одновременно со средствами грузинского ПВО. Чтобы уйти от прицелов грузинских пилотов, российским летчикам пришлось маневрировать. В это время приборы самолётов показали, что они попали в прицел и грузинских ПВО. Самолёт майора Едаменко был сбит ракетой типа «земля-воздух», предположительно ЗРК «Бук», а по другой версии — дружественным огнём российской ЗСУ-23-4. Летчик отвел горящий Су-25БМ от российских танков и близлежащего села, но катапультировался слишком поздно и погиб. Обломки самолёта упали у села Итрапис и 5 сентября 2008 года были уничтожены путём подрыва сотрудниками центра операций особого риска «Лидер» МЧС России (официально было объявлено, что это обломки грузинского самолёта). 
Похоронен с воинскими почестями в Будённовске.

## Награды
Указом Президента России от 5 сентября 2008 года посмертно удостоен звания Героя России. Золотая звезда Героя России № 918 вручена вдове лётчика — Марине Едаменко.
20 февраля 2019 года награждён югоосетинским орденом «Уацамонга» «за мужество и героизм, проявленные при отражении агрессии Грузии против народа Южной Осетии в августе 2008 года».

## Семья
У военнослужащего остались: жена и сын.

## Память
В Ставрополе, на аллее Героев сквера Памяти, открыт барельеф военного летчика 368-го Буденновского штурмового полка майора Владимира Едаменко. Барельеф открыли командир эскадрильи 368-го Буденновского штурмового полка Герой России Иван Нечаев и сослуживцы погибшего.
Вскоре в Приморско-Ахтарске на стене школы № 22, в которой учился Владимир Едаменко, появилась памятная доска. Данная школа носит его имя.
Такая же доска открылась при содействии ветеранской организации «Интернационалист» на стене Ейской летной школы 9 мая 2010 года.
В 2024 году в селе Итрапис открыт памятник на месте гибели лётчика в виде крыла самолета.